# Церква святого великомученика Юрія Переможця (Острівець)
Церква святого великомученика Юрія Переможця — чинна дерев'яна церква, пам'ятка архітектури місцевого значення (охоронний № 700-М), у селі Острівець на Городенківщині. Парафія належить до Городенківського благочиння Коломийської єпархії Православної церкви України. Престольне свято — 6 травня.

## Розташування
Церква знаходиться у північній частині села Острівець, від перехрестя доріг на схід, та на захід від залізниці.

## Історія
У селі вже була церква у другій половині XVIII століття. Теперішня церква була побудована у 1859 році. Церква у селі Острівець була дочірньою парафією церкви в селі Виноград. У церкві іконостас був встановлений у 1898 році.

### Перехід з УПЦ (МП) в УПЦ (КП)
Церква святого великомученика Юрія Переможця була останньою та єдиною парафією у Городенківському районі, яка належала до Московського патріархату.
14 жовтня 2017 року на зборах церковної громади абсолютна більшість парафіян, 67 із 77, проголосувала за перехід місцевої парафії з УПЦ (МП) до Української православної церкви Київського патріархату. Після зборів церковної громади духовенство відслужило українською мовою Молебень. 16 жовтня 2017 року Єпископ Коломийський та Косівський Юліан прийняв дану парафію до Городенківського благочиння Коломийської єпархії УПЦ КП.
У грудні 2017 року перший заступник голови обласної державної адміністрації Марія Савка затвердила нову редакцію Статуту релігійної громади святого великомученика Юрія Української Православної Церкви села Острівець. щодо зміни ієрархічного підпорядкування з УПЦ (МП) в УПЦ КП.
6 травня 2018 року, в престольне свято, відбулась перша Архієрейська Божественна Літургію українською мовою, читання Акафіста та Чин Малого освячення води, які провів Преосвященний Єпископ Коломийський та Косівський Юліан.

## Архітектура
Церква тризрубна триверха на кам'яному фундаменті. Обабіч вівтаря, з обох боків, прибудовані ризниці. Вхід до церкви знаходиться у південній стіні бабинця. Церкву оперізує широке опасанням, вище якого стіни оббиті бляхою. Всі три восьмерики опираються на четверики з одним заломом.
По обидва боки від вхідної доріжки до церкви все ще стоять старі кам'яні хрести, а перед церквою існує давня фігура Пресвятої Богородиці.
Дерев'яна двоярусна дзвіниця стоїть з південного боку від церкви. Була збудована в кінці ХІХ століття.